# Agnieszka Kołacz-Leszczyńska
Agnieszka Maria Kołacz-Leszczyńska (ur. 19 października 1972 w Wałbrzychu) – polska polityk, urzędniczka samorządowa, przewodnicząca rady miejskiej w Wałbrzychu (2006–2011), posłanka na Sejm VII i VIII kadencji (2011–2019), senator X i XI kadencji (od 2019).

## Życiorys
Córka Kazimierza i Barbary. Ukończyła IV Liceum Ogólnokształcące w Wałbrzychu, następnie w 2000 studia na Wydziale Prawa i Administracji Uniwersytetu Wrocławskiego. Od 1998 pracowała w prywatnej telewizji kablowej, w 2003 krótko była zatrudniona w starostwie powiatowym w Wałbrzychu, w tym samym roku przeszła do pracy w Wałbrzyskim Związku Wodociągów i Kanalizacji.
W wyborach samorządowych w 1998 bezskutecznie kandydowała do rady miasta Wałbrzycha z listy Unii Pracy. W wyborach w 2002 z ramienia lokalnego ugrupowania uzyskała po raz pierwszy mandat radnej. Przystąpiła w trakcie kadencji do Platformy Obywatelskiej. Z powodzeniem ubiegała się o reelekcję w 2006 i 2010. W 2006 i 2010 po kolejnych wyborach samorządowych powierzano jej funkcję przewodniczącej rady miejskiej w Wałbrzychu.
W wyborach parlamentarnych w 2011 uzyskała mandat poselski jako kandydatka z listy PO, otrzymując 6792 głosy w okręgu wałbrzyskim. Zasiadła w Komisji Finansów Publicznych oraz Komisji Samorządu Terytorialnego i Polityki Regionalnej. W 2015 z powodzeniem ubiegała się o reelekcję (dostała 6421 głosów). W Sejmie VIII kadencji wchodziła w skład Komisji Administracji i Spraw Wewnętrznych oraz ponownie w Komisji Finansów Publicznych.
W wyborach w 2019 została natomiast wybrana w skład Senatu X kadencji. Kandydowała z ramienia Koalicji Obywatelskiej w okręgu nr 4, otrzymując 70 209 głosów. W Senacie X kadencji zasiadła w Komisji Nauki, Edukacji i Sportu, Komisji Rodziny, Polityki Senioralnej i Społecznej oraz Komisji Ustawodawczej. W 2023 utrzymała mandat senatora na kolejną kadencję (z wynikiem 94 569 głosów). W Senacie XI kadencji została członkinią Komisji Ustawodawczej oraz została zastępczynią przewodniczącego Komisji Edukacji.

## Wyniki w wyborach ogólnopolskich
| Wybory | Komitet wyborczy   | Komitet wyborczy      | Organ             | Okręg | Wynik           |
| ------ | ------------------ | --------------------- | ----------------- | ----- | --------------- |
| 2011   |                    | Platforma Obywatelska | Sejm VII kadencji | nr 2  | 6762 (3,00%)    |
| 2015   | Sejm VIII kadencji | Platforma Obywatelska | 6421 (2,74%)      | nr 2  |                 |
| 2019   |                    | Koalicja Obywatelska  | Senat X kadencji  | nr 4  | 70 209 (49,85%) |
| 2023   | Senat XI kadencji  | Koalicja Obywatelska  | 94 659 (58,68%)   | nr 4  |                 |